# جورج بيري (سياسي)
جورج بيري (بالإنجليزية: George Perry)‏ هو سياسي بريطاني وبريطاني (وحمل سابقاً جنسية المملكة المتحدة لبريطانيا العظمى وأيرلندا)، ولد في 24 أغسطس 1920، وتوفي في 1 يونيو 1998. حزبياً، نشط في حزب العمال. وقد في الانتخابات العامة في المملكة المتحدة 1966 ‏، انتخب عضو البرلمان الرابع والأربعون للمملكة المتحدة عن دائرة Nottingham South ‏ (31 مارس 1966 – 29 مايو 1970).